# Kathrin Scheer
Kathrin Scheer (* 1979) ist eine deutsche Songwriterin und Sängerin im Bereich des Pop-Jazz.
Scheer, die zunächst in diversen Chören sang, studierte an der Hochschule für Musik und Tanz Köln, wo sie den Jazz entdeckte. Im Jahr 2000 ging sie aus dem Bundesrock & Popwettbewerb als „Beste Sängerin“ hervor. Seit 2005 leitet sie eine eigene Band, mit der sie 2010 ihre Debüt-CD Rare veröffentlichte; daneben trat sie mit Sebastian Studnitzky auf. Zudem war sie Mitglied des A-Cappella-Quartetts Klangbezirk und gehörte zum Sextett von Maxime Bender, mit dem sie auch aufnahm. Für den Film Vier Minuten (2006) arbeitete sie mit der Komponistin Annette Focks zusammen; im Film Die Wilden Hühner und die Liebe (2007) ist sie ebenfalls als Songwriterin zu hören. Als Studiomusikerin war sie an Produktionen von Jamie Cullum, Max Mutzke und Gregor Meyle beteiligt.
Seit 2013 arbeitet sie als Vocalcoach für die Castingshows The Voice of Germany sowie The Voice Kids. Zudem ist sie Dozentin für Popgesang an der Hochschule Osnabrück.